# Conti-Flug
Die Conti-Flug Gesellschaft mit beschränkter Haftung, auch Conti-Flug International Airlines, war eine deutsche Fluggesellschaft mit Sitz in Köln.

## Geschichte
Die Gründung der Conti-Flug erfolgte im Jahr 1964. Den Flugbetrieb nahm man mit Lufttaxi- und Charterflügen auf; zum Einsatz kam eine von Condor geleaste Hawker Siddeley HS.125. Darüber hinaus verwendete man Flugzeuge der Typen Learjet 35 und Beechcraft King Air.
Nach der Deutschen Wiedervereinigung im Jahr 1990 erhielt Conti-Flug die Lizenz für Linienflüge und eröffnete ein Büro am Flughafen Berlin-Tempelhof. Daraufhin führte man ab 26. Oktober 1992 zweimal täglich Linienflüge mit einer BAe 146 zwischen Tempelhof und dem London City Airport durch. Conti-Flug zeigte sich mit der Auslastung zufrieden – war diese doch doppelt so hoch wie erwartet – und gab bekannt, weitere Flüge ab London anbieten zu wollen.
Die Verbindung London – Hamburg hatte sich allerdings nicht realisieren lassen, da Airbus einer späteren Abflugzeit des ebenfalls von Conti-Flug durchgeführten Firmenshuttles zwischen Hamburg und Toulouse nicht zugestimmt hatte. So verband man stattdessen ab März 1994 London mit Riga, wenngleich in Berlin eine Zwischenlandung durchgeführt wurde. Bedingt durch das Wachstum plante man die Flotte um weitere BAe 146 und Avro RJ zu erweitern.
Aufgrund von finanziellen Problemen stellte Conti-Flug den Betrieb am 22. August 1994 jedoch ein. Die Suche nach Investoren scheiterte und so wurde über die Gesellschaft am 10. Oktober 1994 das Insolvenzverfahren eröffnet, das erst im Jahr 2001 seinen Abschluss fand.

## Flugziele
Von Berlin aus bediente man London, Mallorca, Gerona, Riga und Venedig.

## Flotte

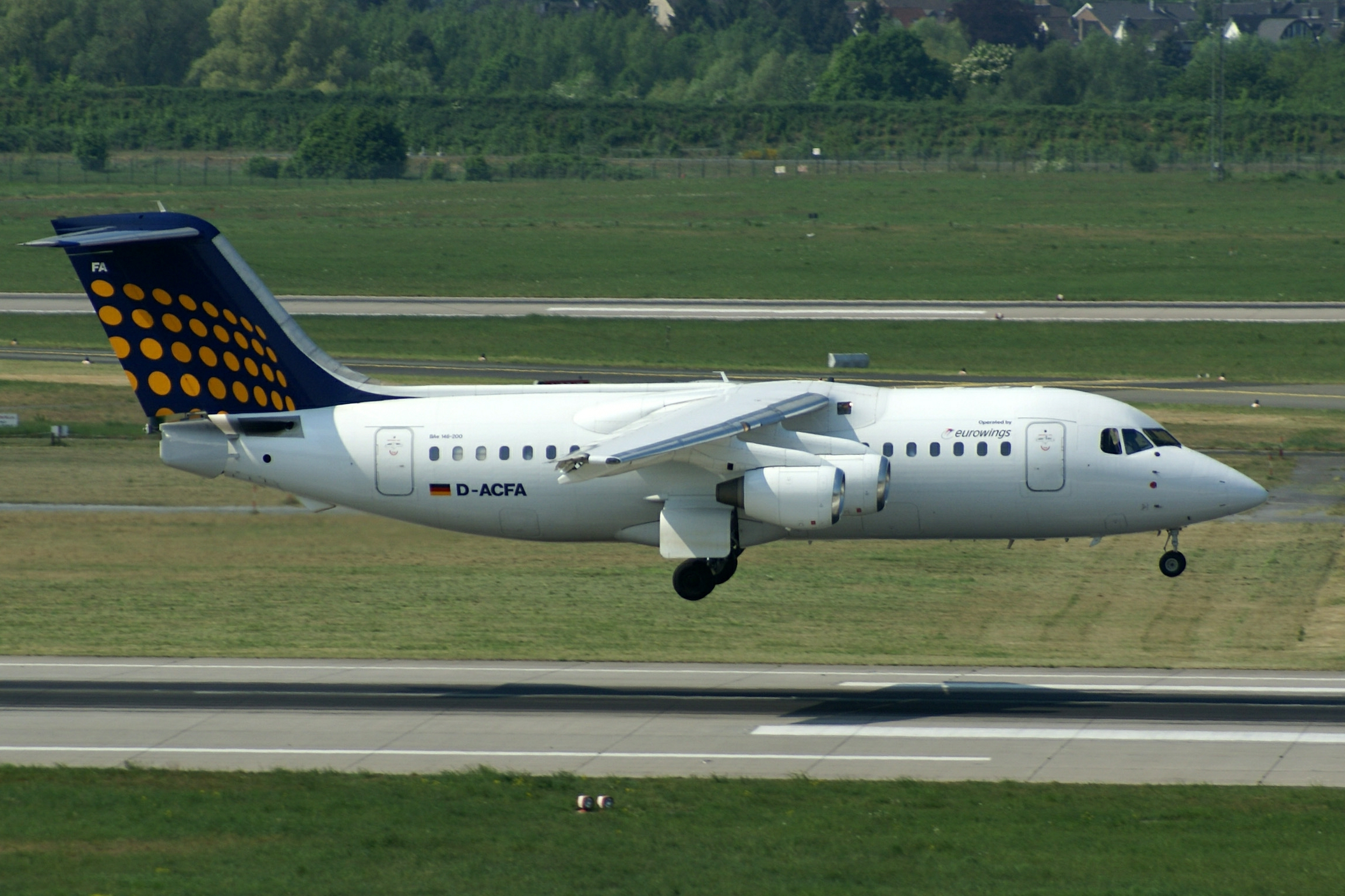
BAe 146-200 der Conti-Flug; bis April 2010 noch im Einsatz für Eurowings

Im März 1993 bestand die Flotte der Conti-Flug aus neun Flugzeugen:
- 2 Beech King Air 200
- 4 BAe 146
- 2 Bombardier Challenger 601
- 1 Learjet 35A